# Jelena van Zadar

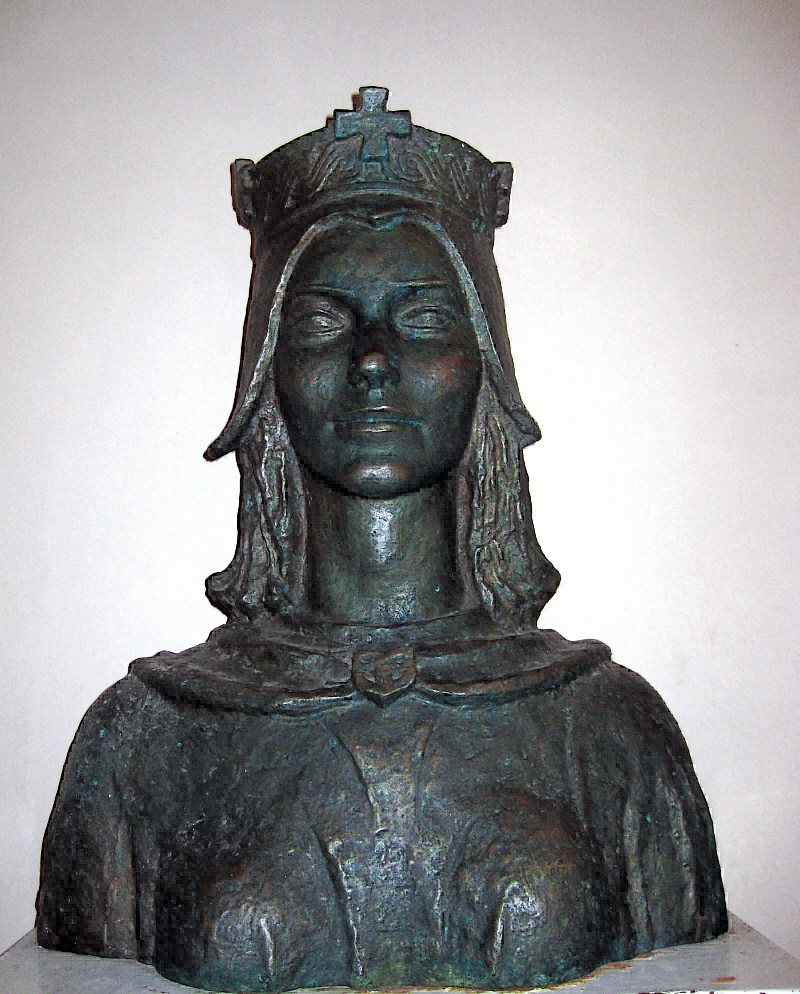
Borstbeeld van Jelena van Zadar (20e eeuw)

Jelena van Zadar ( - 8 oktober 975), ook bekend als Jelena Slavna, was een Kroatische adellijke vrouw uit het huis Madi en door haar huwelijk koningin van Kroatië. Zij regeerde vermoedelijk enkele jaren zelfstandig als vorstin. Na de ontdekking van haar sarcofaag in 1898 werd zij in Kroatië een bekende historische persoon over wie al snel geromantiseerde verhalen de ronde deden.

## Biografie
Jelena van Zadar stamde uit het adellijke geslacht Madi uit Zadar. Zij was getrouwd met koning Kresimir II van Kroatië (overleden 965/970) en was de moeder van koning Stephan Držislav (overleden 995/1000). Volgens de teksten op haar sarcofaag regeerde zij mogelijk een tijd zelfstandig over het koninkrijk en was ze een beschermer van weduwen en wezen. Zij stichtte in Salona (het huidige Solin) de kerken Sint Stephanus en Sint Maria.

## Ontdekking sarcofaag
De zwaar beschadigde sarcofaag van Jelena van Zadar werd in 1898 in Solin teruggevonden. Na restauratie bleken de inscripties op de sarcofaag interessante informatie te geven over haar leven en over het functioneren van de monarchie in het vroege koninkrijk Kroatië. De ontdekking van de sarcofaag leidde in Kroatië tot brede belangstelling voor koningin Jelena. Al snel werd haar een geromantiseerde rol als christelijk weldoenster toegeschreven. De teksten op de sarcofaag zijn nagenoeg de enige bron van informatie over haar leven, hoewel ze ook in enkele oorkonden wordt genoemd.

## Orde van Koningin Jelena
De Grote Orde van Koningin Jelena, (Kroatisch: "Velered kraljice Jelene"), of voluit "Grote Orde van Koningin Jelena met grootlint en ster" ("Velered kraljice Jelene s lentom i Danicom") is de tweede ridderorde van Kroatië en volgt in rang op de Orde van Koning Tomislav.

## Wetenswaardigheden
In Kroatië staat Jelena van Zadar bekend als Jelena Slavna, de beroemde Jelena.